# Reinwardtoena
Reinwardtoena é um gênero de aves da família Columbidae.
As seguintes espécies são reconhecidas:
- Reinwardtoena reinwardtii (Temminck, 1824)
- Reinwardtoena browni (Sclater, PL, 1877)
- Reinwardtoena crassirostris (Gould, 1856)